# نارسيسو لوبيز (سياسي)
نارسيسو لوبيز (بالإسبانية: Narciso López) هو سياسي فنزويلي، ولد في 1797 بكاراكاس في فنزويلا، وتوفي في 1 سبتمبر 1851 في كوبا.